# Pugieu
Pugieu is een plaats en voormalige gemeente in het Franse departement Ain in de regio Auvergne-Rhône-Alpes en telt 126 inwoners (2005). De oppervlakte bedraagt 4,9 km², de bevolkingsdichtheid is 25,7 inwoners per km².

## Geschiedenis
de gemeente maakte deel uit van het kanton Virieu-le-Grand tot dit op 22 maart werd opgeheven en Pugieu werd opgenomen in het aangrenzende kanton Belley. Op 1 januari 2017 werd de gemeente opgeheven enwerd Pugieu opgenomen in de gemeente Chazey-Bons. Hierbij kreeg Pugieu de status commune déléguée tot deze in 2020 werd opgeheven door de gemeente.

## Demografie
Onderstaande figuur toont het verloop van het inwoneraantal van Pugieu vanaf 1962.
Vanwege een beveiligingsprobleem met de MediaWiki Graph-software is het momenteel niet mogelijk deze grafiek weer te geven. Zodra de software is bijgewerkt zal de grafiek vanzelf weer zichtbaar worden.